# Окнеле Мари (Валча)
Окнеле Мари (рум. Ocnele Mari) насеље је у Румунији у округу Валча у општини Окнеле Мари. Oпштина се налази на надморској висини од 302 m.

## Становништво
Према подацима из 2011. године у насељу је живело 3554 становника.